# Cosmia jankowskii
Cosmia jankowskii är en fjärilsart som beskrevs av Charles Oberthür 1884. Cosmia jankowskii ingår i släktet Cosmia och familjen nattflyn. Inga underarter finns listade i Catalogue of Life.